# Juan Sabines
Juan Sabines är en ort i Mexiko.   Den ligger i kommunen Simojovel och delstaten Chiapas, i den sydöstra delen av landet, 700 km öster om huvudstaden Mexico City. Juan Sabines ligger 973 meter över havet och antalet invånare är 160.
Terrängen runt Juan Sabines är bergig åt nordost, men åt sydväst är den kuperad. Runt Juan Sabines är det ganska tätbefolkat, med 104 invånare per kvadratkilometer. Närmaste större samhälle är Simojovel de Allende, 13,8 km väster om Juan Sabines. I omgivningarna runt Juan Sabines växer i huvudsak städsegrön lövskog.